# Journal of Algebra
Le Journal of Algebra  (ISSN 0021-8693) est un périodique mathématique internationale de recherche en algèbre. Le journal est d'abord publié par Academic Press, puis par Elsevier.

## Historique
Le Journal of Algebra a été fondé en 1964 par Graham Higman, qui a été son rédacteur en chef de 1964 à 1984. De 1985 à 2000, Walter Feit était le rédacteur-en-chef, ensuite Michel Broué de 2001 à 2017 ; depuis Gunter Malle, de l'université technique de Kaiserslautern.
En 2004, le Journal of Algebra annonce la création d'une nouvelle section consacrée au calcul formel, avec un comité éditorial séparé. Le premier numéro consacré entièrement au calcul formel est le numéro 1 du volume 292, daté d'octobre 2005.
Le journal est d'abord trimestriel (1964-1971), puis mensuel (1972-1985) ; ensuite il paraît quatorze fois par an (1986-1988), seize fois par an (1989-1993), et est bimensuel depuis 1994.

## Description
Le journal publie deux numéros par mois, appelés « volumes ». Il n'y a donc plus, actuellement, de séparation en volumes et numéros, formule qui est générale dans les revues de l'éditeur Elsevier.
Chaque volume comporte environ 400 pages. Les volumes sont en accès libre après une période de latence de 4 ans ; ainsi, le volume 444 (15 décembre 2015) est en accès libre. Là également, c'est la politique générale de l’éditeur qui donne la règle.
Parfois, le journal publie un numéro spécial en l'honneur d'un mathématicien ou à l'occasion d'un événement. Ainsi, le volume « Special Issue dedicated to Efim Zelmanov » constitue le volume 500, du 15 avril 2018.
Le rédacteur en chef du Journal of Algebra est en 2019 Gunter Malle de l'université technique de Kaiserslautern et
Eamonn O'Brien de l'université d'Auckland pour la section calcul formel.

## Thèmes du journal
Le Journal of Algebra se veut le leader parmi les journaux d'algèbre, et a des standard élevés sur la qualité des articles proposé, quant au contenu ou aux techniques nouvelles mises en œuvre.
La section « calcul formel » publie des articles sur les aspects algorithmiques, les interactions entre algèbre et informatique, comme les structures automatiques, les problèmes des mots et autres problèmes de décision dans les groupes ou les demi-groupes, avec une attention particulière sur l'aspect pratique, l'implémentation et l’efficacité des algorithmes.

## Impact
Les articles sont indexés et référencés par Scopus, CompuMath Citation Index (en), Current Contents, Mathematical Reviews, Research Alert, Science Citation Index, Zentralblatt MATH.
Le facteur d'impact 2018 est 0,666, et le SCImago Journal Rank (SJR) est 1,137. Il est classé 10e dans la catégorie Algebra and Number Theory de SJR